# Cumandá (ópera de Sixto María Durán Cárdenas)
Cumandá es una ópera con libreto de Enrique Escudero y música de Sixto María Durán Cárdenas (1875-1947) basada en la novela nacional ecuatoriana del mismo título escrita por Juan León Mera

## Acción
La acción tiene lugar en las provincias de la Región amazónica del Ecuador.

## Datos históricos
Cumandá consta de cuatro actos y el libreto fue elaborado por Enrique Escudero basado en el argumento de la novela de igual título de Juan León Mera escrita en 1879. La obra no llegó a representarse en Quito por falta de cantantes y otros medios materiales, lo mismo que su zarzuela Mariana. La primera estuvo suficientemente preparada hasta en su exótica indumentaria, allegando recursos escénicos en vestidos y en decoraciones. Los amigos y admiradores de su ópera recogieron treinta mil dólares para que se entrenara en los Estados Unidos y aprovechando la gira de Murillo le solicitaron que agenciara en el país del norte dicho estreno. No hay datos si la ópera fue estrenada en los Estados Unidos. La ópera Cumandá de Sixto María Durán Cárdenas es una de las tres óperas ecuatorianas basadas en la novela homónima de Juan León Mera. Las otras dos óperas basadas en esta novela nacional son Cumandá o la virgen de las selvas de Pedro Pablo Traversari Salazar (1874-1956) y Cumandá de Luis Humberto Salgado(1903-1977). La ópera de Sixto María Durán Cárdenas, a pesar de su importancia para la cultura ecuatoriana, no ha sido publicada, estrenada ni grabada.
La ópera de Sixto María Durán Cárdenas, pertenece junto con las mencionadas de Luis H. Salgado y Pedro Pablo Traversari Salazar a un nutrido conjunto de óperas latinoamericanas en las que se representa la confrontación entre europeos e indígenas. Entre las más importantes óperas de esta tendencia indigenista destacan las óperas Guatimotzin del mexicano Aniceto Ortega, basada en una novela de Gertrudis Gómez de Avellaneda, la ópera Il Guarany basada en una novela del brasileño José Martiniano de Alencar compuesta por Antonio Carlos Gomes (1836-1896), la ópera Atzimba del también mexicano Ricardo Castro (1864-1907), y las cuatro óperas homónimas basadas en el Tabaré de José Zorrilla de San Martín escritas, correspondientemente, dos por los mexicanos Arturo Cosgaya Ceballos (1869-1937) y Heliodoro Oseguera, una tercera por el uruguayo Alfonso Broqua y la cuarta por el español Tomás Bretón.

## Literatura complementaria
- El Catálogo de las obras de Sixto María Durán Cárdenas, que suman más de ciento cincuenta, ha sido elaborado por el Fondo Musical de Archivo Histórico del Banco Central del Ecuador y las recopilaciones las ha efectuado el Archivo Sonoro.
- Diccionario de la música española e hispanoamericana (DMEH). Editado por la Sociedad General de Autores y Editores (SGAE) y el Instituto Nacional de las Artes Escénicas y de la Música (INAEM) del Ministerio de Educación, Cultura y Deporte de España.

## Enlaces
- https://web.archive.org/web/20090223174434/http://ecuador-news.info/cultura_musica.htm
- https://web.archive.org/web/20070308223129/http://www.comunidadandina.org/bda/hh44/20AIRES%20NACIONALES%20EN%20LA%20M%C3%9ASICA.pdf
- http://janeth_haro.tripod.com/lamusica.htm
- http://phonoarchive.org/grove/Entries/S08534.htm (enlace roto disponible en Internet Archive; véase el historial, la primera versión y la última).
- http://www.diccionariobiograficoecuador.com/tomos/tomo20/d1.htm Archivado el 23 de septiembre de 2015 en Wayback Machine.
- http://www.jstor.org/pss/780185
- http://www.jstor.org/pss/780464

- Datos: Q5794664